# 押部谷町木見
押部谷町木見（おしべだにちょうこうみ）は、兵庫県神戸市西区の大字。旧明石郡押部谷村大字木見。郵便番号は651-2223。

## 地理

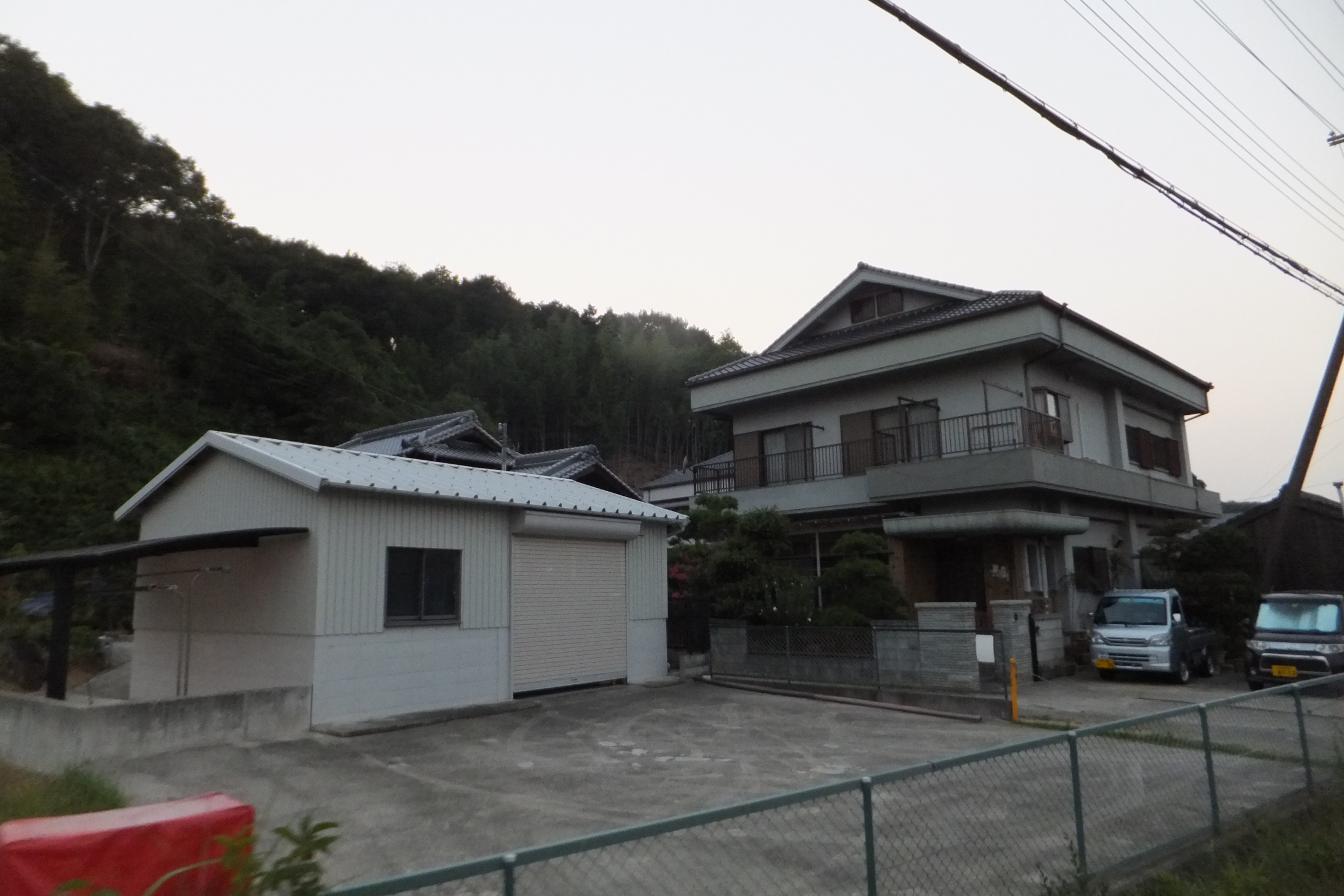
押部谷町木見の街並み

神戸市西区押部谷地域の東側に位置し、明石川の上流部にあたる大字である。東側は北区山田町藍那、見津が丘・西は櫨谷町寺谷、桜が丘東町・南側は伊川谷町布施畑・北側は秋葉台、押部谷町木津、押部谷町木幡である。

### 河川
- 明石川

## 歴史

### 沿革
- 1889年 - 押部谷村ノ内木見とされる[5]。
- 1917年 - 押部谷村木見と改称される[5]。
- 1976年11月 - 秋葉台が分離される[6]。
- 1978年2月 - 桜が丘中町・桜が丘西町・桜が丘東町が分離される[7]。
- 1998年3月 - 見津が丘が分離される[8]。

### 字域の変遷
| 実施前                   | 実施年       | 実施後                   |
| ------------------------ | ------------ | ------------------------ |
| 明石郡押部谷村大字木見   | 1947年3月1日 | 神戸市垂水区押部谷町木見 |
| 神戸市垂水区押部谷町木見 | 1982年8月1日 | 神戸市西区押部谷町木見   |

## 世帯数と人口
2021年（令和3年）12月31日現在の世帯数と人口は以下の通りである。
| 町丁         | 世帯数 | 人口  |
| ------------ | ------ | ----- |
| 押部谷町木見 | 88世帯 | 173人 |

## 小・中学校の学区
市立小・中学校に通う場合、学区は以下の通りとなる。
| 大字         | 番地 | 小学校             | 中学校               |
| ------------ | ---- | ------------------ | -------------------- |
| 押部谷町木見 | 全域 | 神戸市立木津小学校 | 神戸市立桜が丘中学校 |

## 交通

### 鉄道
地内には鉄道は通っていない。

### バス
- 神姫バス
  - 恵比須快速線

### 道路
- 神戸淡路鳴門自動車道 - 地内に出入口等は設置されていないが隣接する見津が丘に神戸西インターチェンジが設置されている。また、同インターチェンジに接続する山陽自動車道の支線は、地名から取った木見支線を名乗っている。

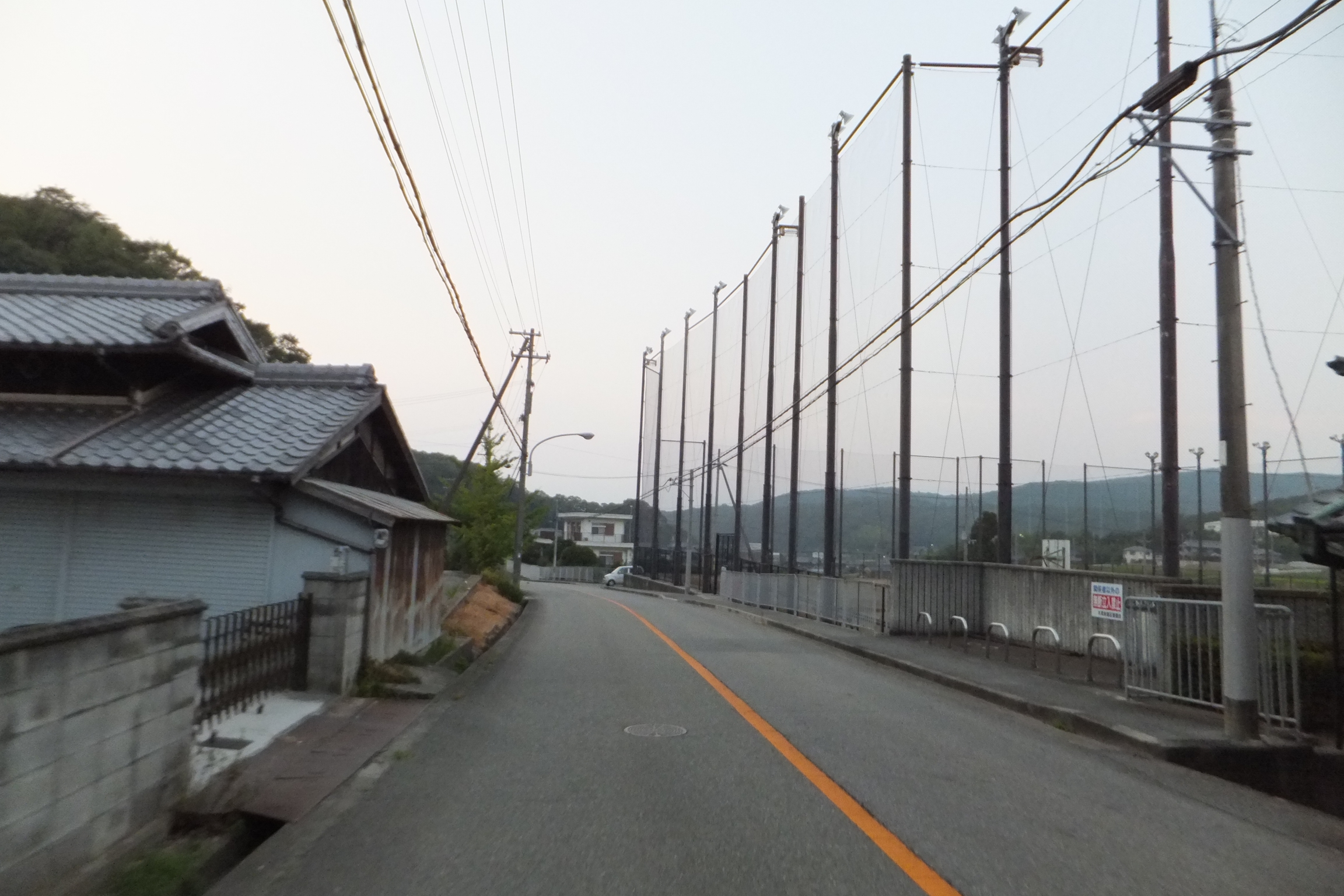
兵庫県道22号神戸三木線
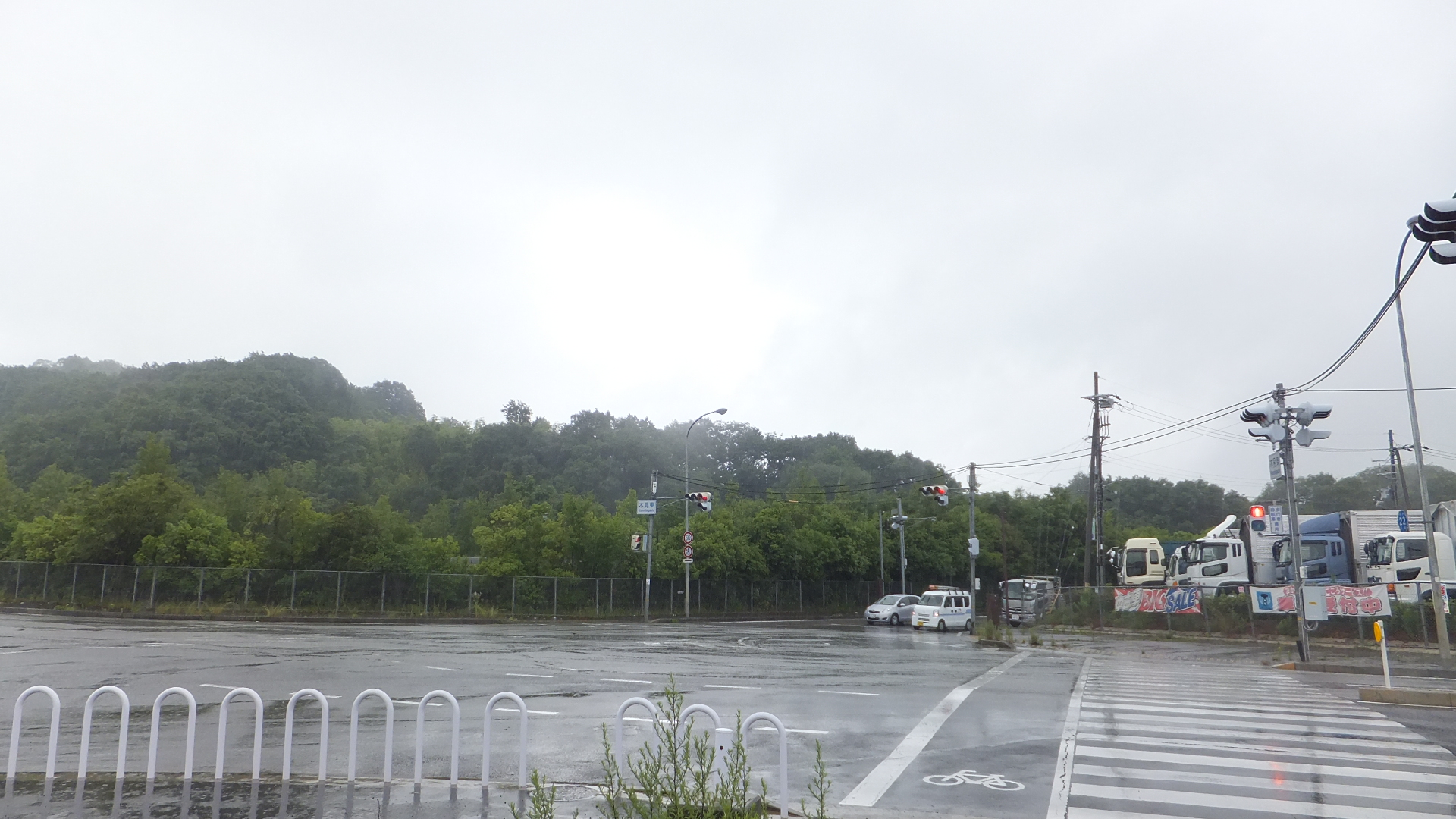
兵庫県道52号小部明石線

- 兵庫県道22号神戸三木線
- 兵庫県道52号小部明石線

## 施設
- 木見会館
- 木見市民農園
- 西神戸ゴルフクラブ
- 神戸平和霊苑
- 大歳神社